# 復原性
復原性（ふくげんせい）とは、ヨットをはじめとする船舶において、波や風の力、旋回時の遠心力で船体が傾けられた際に、どの程度の角度まで転覆せずに持ちこたえ、外部からの応力が減じた際にもとの姿勢に復元出来るかを示す言葉。復原力とも言う。ちなみに「復元」ではなく「復原」と表記する。
復原性が高いほど、激しく傾いた状態からでも元の姿勢に戻れるバランスを持っていると言える。外洋ヨットなどでは、復原力が180度を越えるものさえ存在する。つまり、完全に転覆して上下が逆さまにひっくり返った状態からでも、外部の力に頼る事無く、自然に元の姿勢に戻れるバランスを持っているという事になるが、ヨットの場合は、セーリング時に横滑りを防ぐためのセンターボードが船底につけてあり、その下部に重いバラスト（錘）を入れる事で、復原力を生み出させる事が出来るために、このような構造を実現する事が可能になっている。
船底から水中にぶら下がったセンターボードなどを持たない普通の船舶では、ここまで極端な復原力を持たせる事は難しい。

浮心（CB）と重心（CG）の位置関係による船の安定性の図、ボトムヘビー（左）とトップヘビー（右）

基本的には、船体の重心の高さと、浮力の中心（浮心）との位置関係によって復原力は変化する。船体が傾くと、水中に没している部分（つまり、その時点での浮力を生み出している部分）の形状や体積が変化するので、自然と浮力の中心である浮心の位置も移動する。移動した浮心から鉛直方向に伸ばした線と、初期状態の浮心と重心とを結んだ垂線とが交わる位置を「メタセンター」と呼び、重心点からメタセンターまでの距離を「メタセンター高さ」と呼んで、この数値が復原力を示す一つの目安となっている。傾きが極端でなければメタセンターの位置は一定だと見なせるので、重心がメタセンターより下にあるほど復原力が高いとも考える事が出来る。
復原性を向上させる手段としてバルジの装着がある、バルジがあると船体が傾いたときに水没している部分の体積が大きくなり重心点からメタセンターまでの距離が長くなるため復原性が向上する。もう一つは船底にバラストを搭載して重心を下げることだが、これは排水量と水の抵抗が増大して安定性と引き替えに速度低下や燃費の悪化などのマイナス要因が多い。
メタセンターと重心の距離が離れていると復原力は強くなるが左右に傾斜しやすい船体を強い復原力でふり戻す構造になるため、左右に激しく揺れるようになり安定性は損なわれる。
友鶴事件で転覆した軍艦は重心の上昇に対処するために船体の断面形状を工夫してメタセンター高さを高くして復原力を確保しようとしたが、結果としてうまくいかなかった。
船が極端に傾いてメタセンター高さが減少するほど復原力は低下していく。メタセンター位置が重心よりも下に移動してメタセンター高さが負の値になった時には、もはや船体を復原させる力は働かず、加重はより船を傾かせる方向へと働く事になって、そのまま転覆する。

## トップヘビーとボトムヘビー
重心が高い位置にあり復原性が低下している状態をトップヘビーという。船舶においては積荷などを高い位置に積載することでトップヘビーとなることがある。トップヘビーに対して、重心が低く復原性が高い状態をボトムヘビーという。